# Поцоново
Поцоно̀во (на италиански: Pozzonovo; на венециански: Possonovo, Посоново) е малко градче и община в Северна Италия, провинция Падуа, регион Венето. Разположено е на 6 m надморска височина. Населението на общината е 3694 души (към 2010 г.).